# Julia语言
Julia是一种高级通用动态编程语言，它最初是为了满足高性能数值分析和计算科学的需要而设计的，不需要解释器，速度快，也可用于客户端和服务器的Web用途、低级系统编程或用作规约语言。
Julia设计的独特之处包括，参数多态的类型系统，完全动态语言中的类型，以及它多分派的核心编程范型。它允许并发、并行和分布式计算，并直接调用C和Fortran库而不使用粘合代码。
Julia拥有垃圾回收机制，使用及早求值，包含了用于浮点计算、线性代数、随机数生成和正则表达式匹配的高效库。有许多库可以使用，其中一些（如用于快速傅里叶变换的库）已经预先捆绑在Julia裡。

## 历史
一群拥有各种语言丰富编程经验的 Matlab 高级用户，对现有的科学计算编程工具感到不满——这些软件对自己专长的领域表现得非常棒，但在其它领域却非常糟糕。他们想要的是一个开源的软件，它要像 C语言 一般快速而又拥有如同 Ruby 的动态性；要具有 Lisp 般真正的同像性而又有Matlab般熟悉的数学记号；要像 Python 般通用、像 R 般在统计分析上得心应手、像 Perl 般自然地处理字符串、像 Matlab 般具有强大的线性代数运算能力、像 shell 般胶水语言的能力，易于学习而又不让真正的黑客感到无聊；还有，它应该是交互式的，同时又是编译型的。
该项目大约于2009年中开始。

## 功能
主要用于数值计算。

## 特点
- 核心语言非常小。标准库用的是Julia语言本身写的
- 调用许多其它成熟的高性能基础代码。如线性代数、随机数生成、快速傅里叶变换、字符串处理。
- 丰富的用于建立或描述对象的类型语法
- 高性能，接近于静态编译型语言。包括用户自定义类型等
- 为并行计算和分布式计算而设计
- 轻量级协程
- 优雅的可扩展的类型转换/提升
- 支持Unicode，包括但不限于UTF-8
- 可直接调用C函数（不需要包装或是借助特殊的API）
- 有类似shell的进程管理能力
- 有类似Lisp的以及其它元编程工具
- 可與Jupyter notebook 一起使用

## 示例

### 生成Mandelbrot集合
```
function
 
mandel
(
z
)

    
c
 
=
 
z

    
max
 
=
 
80

    
for
 
n
 
=
 
1
:
max

        
if
 
abs
(
z
)
 
>
 
2

            
return
 
n
-
1

        
end

        
z
 
=
 
z
^
2
 
+
 
c

    
end

    
return
 
max

end

```

### 随机矩阵统计
```
using
 
LinearAlgebra
:
 
tr

using
 
Statistics
 
#导入std, mean等函数

function
 
randmatstat
(
t
)

    
n
 
=
 
5

    
v
 
=
 
zeros
(
t
)

    
w
 
=
 
zeros
(
t
)

    
for
 
i
 
=
 
1
:
t

        
a
 
=
 
randn
(
n
,
n
)

        
b
 
=
 
randn
(
n
,
n
)

        
c
 
=
 
randn
(
n
,
n
)

        
d
 
=
 
randn
(
n
,
n
)

        
P
 
=
 
[
a
 
b
 
c
 
d
]

        
Q
 
=
 
[
a
 
b
;
 
c
 
d
]

        
v
[
i
]
 
=
 
tr
((
P
'*
P
)
^
4
)

        
w
[
i
]
 
=
 
tr
((
Q
'*
Q
)
^
4
)

    
end

    
std
(
v
)
/
mean
(
v
),
 
std
(
w
)
/
mean
(
w
)

end

```

## 參閱
- Matlab
- GNU Octave
- R语言
- Mathematica
- SageMath